# Saint-Chamarand
Saint-Chamarand település Franciaországban, Lot megyében. Lakosainak száma 186 fő (2022. január 1.). Saint-Chamarand Concorès, Frayssinet, Saint-Cirq-Souillaguet, Saint-Clair, Saint-Germain-du-Bel-Air, Soucirac és Cœur-de-Causse községekkel határos.

## Népesség
A település népessége az elmúlt években az alábbi módon változott:
| Lakosok száma | 205  | 168  | 162  | 195  | 213  | 219  | 187  | 181  | 181  | 186  |
|               | 1968 | 1982 | 1990 | 2006 | 2013 | 2015 | 2017 | 2019 | 2020 | 2022 |